# Bisbat d'Albenga-Imperia

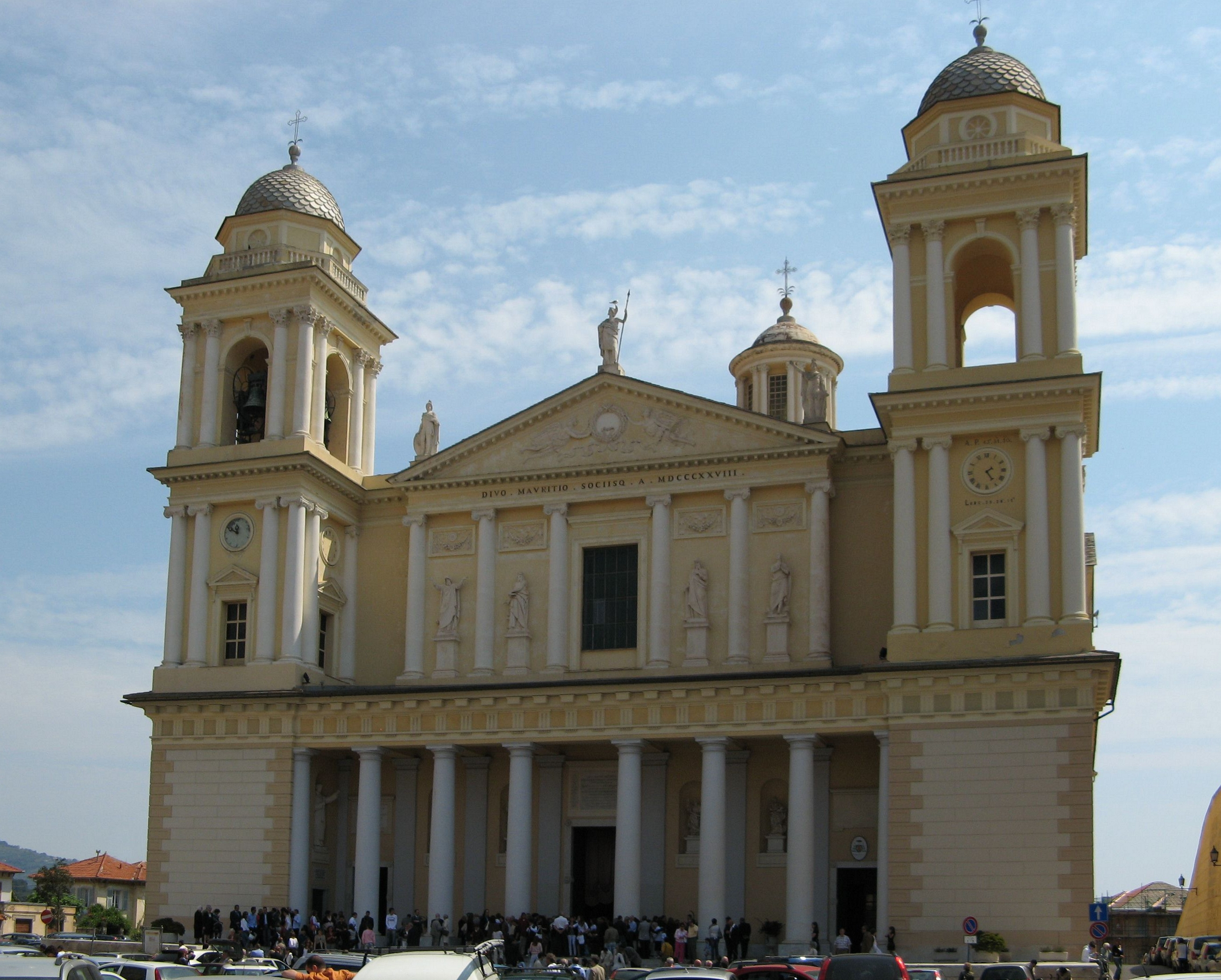
La cocatedral de San Maurizio, a Porto Maurizio, Imperia

El bisbat d'Albenga-Imperia (en italià, Diocesi de Albenga-Imperia; en llatí, Dioecesis Albingaunensis-Imperiae) és una seu de l'Església catòlica, sufragània de l'arquebisbat de Gènova, que pertany a la regió eclesiàstica Liguria. El 2012 tenia 158.000 batejats d'un total de 168.200 habitants. Actualment està regida pel bisbe Guglielmo Borghetti.

## Territori
La diòcesi comprèn la part occidental de la província de Savona i la part oriental de la província d'Imperia.
La seu episcopal n'és la ciutat d'Albenga, on es troba la catedral de Sant Miquel Arcàngel. A Imperia es troba la basílica cocatedral de San Maurizio.
El territori de la diòcesi s'estén sobre 979 km² i, segons l'Anuari Pontifici del 2007, està dividit en 163 parròquies:
- 77 a la província de Savonna (als municipis d'Alassio, Albenga, Andora, Arnasco, Balestrino, Boissano, Borghetto Santo Spirito, Borgio Verezzi, Casanova Lerrone, Castelbianco, Castelvecchio di Rocca Barbena, Ceriale, Cisano sul Neva, Erli, Garlenda, Giustenice, Laigueglia, Loano, Magliolo, Nasino, Onzo, Ortovero, Pietra Ligure, Stellanello, Testico, Toirano, Tovo San Giacomo, Vendone, Villanova d'Albenga i Zuccarello).
- 88 a la província d'Imperia (als municipis d'Aquila d'Arroscia, Armo, Aurigo, Borghetto d'Arroscia, Borgomaro, Caravonica, Cervo, Cesio, Chiusanico, Chiusavecchia, Civezza, Cosio di Arroscia, Diano Arentino, Diano Castello, Diano Marina, Diano San Pietro, Dolcedo, Imperia, Lucinasco, Mendatica, Montegrosso Pian Latte, Pietrabruna, Pieve di Teco, Pontedassio, Pornassio, Prelà, Ranzo, Rezzo, San Bartolomeo al Mare, Vasia, Vessalico i Villa Faraldi).

## Història
La tradició local fa d'Albenga, entre el 121 i el 125, l'escenari del martiri de sant Calogero, natural de Brescia: un funcionari de la cort de l'emperador romà Hadrià; les actes del seu martiri, juntament amb les dels sants Faustí i Jovita, no estan totalment verificades. Segons alguns autors, l'evangelització d'Albenga es deu a sant Calimero, bisbe de Milà, a la segona meitat del segle iii.
El primer bisbe del qual tenim notícia certa és Quinzio, qui el 451 va signar la carta sinodal d'Eusebi, bisbe de Milà, al Papa Lleó I; on confirmava la condemna de Nestori i d'Eutiques (Mansi). Originalment, la diòcesi va ser sufragània de l'arxidiòcesi de Milà.
Als segles següents, les notícies sobre els bisbes d'Albenga són fragmentàries fins al segle xi.
En 1159 el Papa Alexandre III va assignar la diòcesi a la província eclesiàstica de l'arxidiòcesi de Gènova, però la mesura no troba aplicació immediata, de manera que fins i tot el 1213 el Papa Innocenci III va insistir al bisbe Enrico la submissió deguda a l'autoritat metropolitana dels arquebisbes genovesos.
El 21 d'abril de 1569 el bisbe Carlo Cicala va instituir el seminari diocesà, que tingué un nou edifici en 1622, abans de mudar-se al seu actual lloc el 1929.
El 2 de febrer de 1965 va incorporar la parròquia de Nasino, que havia pertangut a la diòcesi de Mondovì.
El nom de la diòcesi va ser canviat pel de diòcesi d'Albenga-Imperia, l'1 de desembre de 1973.

## Cronologia episcopal
- Quinzio † (citat el 451)
- Gaudenzio ? † (citat el 465)[2]
- Onorato ? † (citat el 585)[3]
- Buono † (citat el 680)
- San Benedetto da Taggia † (885 - 16 de febrer de 900, mort)
- Ingo † (inicis de 940 - finals de 962)
- Anonimo † (? - 998, hi renuncià)
- Erimberto † (citat el 1046)
- Diodato, O.Carth. † (inicis de 1075 - finals de 1079)
- Adelberto † (inicis de 1103 - 2 de desembre de 1124, mort)
- Ottone † (1125 - finals de 1142)
- Trucco I †
- Bonifacio I †
- Odoardo † (inicis de 1150 - finals de 1155)
- Roberto † (citat el 1159)
- Lanterio I † (inicis de 1171 - finals de 1179)
- Alessandro † (citat el 1180)
- Alnardo † (inicis de 1189 - 1198)
- Ibaldo Fieschi † (1198 - 1198 o 1199)
- Trucco II † (citat el 1199)
- Oberto I † (1205 - 1 d'octubre de 1211, deposat)
- Enrico † (citat el 1212)
- Oberto II † (vers 1217[4] - finals de 1225)
- Simone I † (inicis de 1230 - finals de 1231)
- Bonifacio II † (citat el 1233)
- Sinibaldo Fieschi † (inicis de 1235 - 1238 renuncià, posteriorment elegit papa amb el nom d'Innocenci IV)
- Simone II † (1238 - ?)
- Imperiale Doria †
- Lanterio II † (inicis de 1250 - 1255 ?, mort)
- Lanfranco Negri, O.F.M. † (17 de febrer de 1255 - vers 1288, mort)
- Nicolò Vaschino, O.F.M. † (28 de gener de 1292 - finals de 1302, mort)
- Emanuele Spinola † (13 de maig de 1309[5] - vers 1320, mort)
- Giovanni, O.F.M. † (18 de juliol de 1321 - 1328, mort)
  - Federico Cibo † (28 de novembre de 1328 - 4 de desembre de 1329 renuncià) (administrador apostòlic)
- Federico di Ceva † (4 de desembre de 1329 - 1349, mort)
- Giovanni di Ceva † (18 de febrer de 1350 - 13 de setembre de 1364, nomenat bisbe de Tortona)
- Giovanni Fieschi † (13 de setembre de 1364 - 1390, mort)
- Gilberto Fieschi † (1390 - finals de 1415, mort)
- Antonio Da Ponte † (10 de juliol de 1419 - 1429, mort)
- Matteo Del Carretto † (2 de desembre de 1429 - 1448, mort)
  - Giorgio Fieschi † (31 de juliol de 1448 - 21 de desembre de 1459, hi renuncià) (administrador apostòlic)
  - Napoleone Fieschi † (21 de desembre de 1459 - 1466, mort) (administrador apostòlic)
- Valerio Calderina † (5 de novembre de 1466 - de gener de 1472, mort)
- Girolamo Basso della Rovere † (14 de febrer de 1472 - 5 d'octubre de 1476, nomenat bisbe de Recanati i Macerata)
- Leonardo Marchesi † (5 d'octubre de 1476 - 31 de juliol de 1513, mort)
  - Bandinello Sauli † (5 d'agost de 1513 - 19 de novembre de 1517, hi renuncià) (administrador apostòlic)
  - Giulio de' Medici † (19 de novembre de 1517 - 5 de maig de 1518, hi renuncià) (administrador apostòlic)
- Giangiacomo di Gambarana † (5 de maig de 1518 - 1538, mort)
  - Girolamo Grimaldi † (15 de novembre de 1538 - 27 de novembre de 1543, mort) (administrador apostòlic)
  - Giovanni Battista Cicala † (5 de desembre de 1543 - 30 de març de 1554, hi renuncià) (administrador apostòlic)
- Carlo Cicala † (30 de març de 1554 - 1572, hi renuncià)
- Carlo Grimaldi † (26 de novembre de 1572 - 11 d'octubre de 1581, mort)
  - Orazio Malaspina † (8 de gener de 1582 - 1582, mort) (vescovo eletto)
- Luca Fieschi † (28 de març de 1582 - 29 de desembre de 1610, mort)
- Domenico de' Marini † (11 d'abril de 1611 - 18 de juliol de 1616, nomenat arquebisbe de Gènova)
- Vincenzo Landinelli † (3 d'agost de 1616 - 1624, hi renuncià)
- Pier Francesco Costa † (29 d'abril de 1624 - 14 de març de 1655, mort)
- Francesco de' Marini † (2 d'agost de 1655 - 29 de març de 1666, nomenat bisbe de Molfetta)
- Giovanni Tommaso Pinelli, C.R. † (29 de març de 1666 - de juny de 1688, mort)
- Alberto Blotto, O.Carm. † (24 de gener de 1689 - de desembre de 1690, mort)
- Giorgio Spinola † (12 de novembre de 1691 - de setembre de 1714, mort)
- Carlo Maria Giuseppe de Fornari † (20 de febrer de 1715 - 16 de novembre de 1730, hi renuncià)
- Agostino Rivarola † (11 de desembre de 1730 - 31 de desembre de 1745, mort)
- Costantino Serra, C.R.S. † (9 de març de 1746 - 21 de desembre de 1763, mort)
- Giuseppe Francesco Maria della Torre † (11 de maig de 1764 - 9 de febrer de 1779, mort)
- Stefano Giustiniani † (12 de juliol de 1779 - 29 de març de 1791, mort)
- Paolo Maggiolo † (26 de setembre de 1791 - 7 d'agost de 1802, mort)
- Angelo Vincenzo Andrea Maria Dania, O.P. † (20 de desembre de 1802 - 6 de setembre de 1818, mort)
- Carmelo Cordiviola † (2 d'octubre de 1820 - 29 d'agost de 1827, mort)
  - Sede vacante (1827-1832)
- Vincenzo-Tommaso Piratoni, O.P. † (24 de febrer de 1832 - 25 d'octubre de 1839, mort)
- Raffaele Biale † (27 d'abril de 1840 - 12 d'abril de 1870, mort)
- Pietro Anacleto Siboni † (27 d'octubre de 1871 - 23 de juny de 1877, mort)
- Gaetano Alimonda † (21 de setembre de 1877 - 12 de maig de 1879, hi renuncià)
- Filippo Allegro † (12 de maig de 1879 - 2 de desembre de 1910, mort)
- Giosuè Cattarossi † (11 d'abril de 1911 - 21 de novembre de 1913, nomenat bisbe de Feltre e Belluno)
- Celso Carletti (Pacifico da Seggiano), O.F.M.Cap. † (25 d'agost de 1914 - 22 d'octubre de 1914, mort)
- Angelo Cambiaso † (22 de gener de 1915 - 6 de gener de 1946, mort)
- Raffaele De Giuli † (18 de febrer de 1946 - 18 d'abril de 1963, mort)
- Gilberto Baroni † (30 de maig de 1963 - 27 de març de 1965, nomenat bisbe de Reggio Emília)
- Alessandro Piazza † (18 de maig de 1965 - 6 d'octubre de 1990, jubilat)
- Mario Oliveri, (6 d'octubre de 1990 - 1 de setembre de 2016, hi renuncià)
- Guglielmo Borghetti, des de l'1 de setembre de 2016

## Estadístiques
A finals del 2012, la diòcesi tenia 158.000 batejats sobre una població de 168.200 persones, equivalent al 93,9% del total.
| any  | població | població | població | sacerdots | sacerdots       | sacerdots       | sacerdots             | diaques | religiosos | religiosos | parroquies |
| ---- | -------- | -------- | -------- | --------- | --------------- | --------------- | --------------------- | ------- | ---------- | ---------- | ---------- |
| any  | batejats | total    | %        | total     | clergat secular | clergat regular | batejats por sacerdot | diaques | homes      | dones      |            |
| 1905 | ?        | 119.280  | ?        | 571       | 485             | 86              | ?                     |         | ?          | ?          | 170        |
| 1959 | 117.280  | 117.500  | 99,8     | 328       | 226             | 102             | 357                   |         | 140        | 935        | 169        |
| 1969 | 148.584  | 148.770  | 99,9     | 268       | 182             | 86              | 554                   |         | 94         | 895        | 136        |
| 1980 | 165.500  | 165.792  | 99,8     | 252       | 168             | 84              | 656                   | 1       | 111        | 786        | 192        |
| 1990 | 164.700  | 165.300  | 99,6     | 216       | 140             | 76              | 762                   | 2       | 98         | 703        | 164        |
| 1999 | 162.000  | 164.000  | 98,8     | 197       | 129             | 68              | 822                   | 12      | 84         | 481        | 162        |
| 2000 | 162.000  | 164.000  | 98,8     | 194       | 130             | 64              | 835                   | 14      | 80         | 470        | 162        |
| 2001 | 162.000  | 164.000  | 98,8     | 192       | 131             | 61              | 843                   | 16      | 77         | 470        | 162        |
| 2002 | 162.000  | 164.000  | 98,8     | 195       | 136             | 59              | 830                   | 16      | 75         | 468        | 162        |
| 2003 | 162.000  | 164.000  | 98,8     | 182       | 128             | 54              | 890                   | 16      | 72         | 464        | 162        |
| 2004 | 162.000  | 164.000  | 98,8     | 192       | 134             | 58              | 843                   | 17      | 74         | 403        | 162        |
| 2006 | 163.000  | 165.000  | 98,8     | 196       | 139             | 57              | 831                   | 17      | 73         | 443        | 163        |
| 2012 | 158.000  | 168.200  | 93,9     | 176       | 129             | 47              | 897                   | 22      | 61         | 331        | 162        |